# Ibacus novemdentatus
Ibacus novemdentatus е вид десетоного от семейство Scyllaridae. Видът не е застрашен от изчезване.

## Разпространение и местообитание
Разпространен е във Виетнам, Западна Австралия, Индонезия (Бали, Калимантан, Малки Зондски острови, Малуку, Папуа, Сулавеси, Суматра и Ява), Камбоджа, Кения, Китай (Гуандун и Гуанси), Мавриций, Макао, Малайзия (Западна Малайзия, Сабах и Саравак), Мозамбик, Папуа Нова Гвинея, Провинции в КНР, Северна Корея, Сейшели (Алдабра), Сомалия, Тайван, Тайланд, Танзания, Филипини, Хонконг, Южна Африка (Източен Кейп и Северен Кейп), Южна Корея и Япония (Бонински острови, Кадзан, Кюшу, Минамитори, Рюкю, Хоншу и Шикоку).
Среща се на дълбочина от 35 до 203,5 m, при температура на водата от 15,4 до 26,7 °C и соленост 33,6 – 34,9 ‰.